# Abus Vallis
Abus Vallis es una formación geológica de tipo valle en la superficie de Marte, localizada con el sistema de coordenadas planetocéntricas a -5.02° latitud N y 212.84° longitud E, que mide 60.99 km de diámetro. El nombre fue aprobado por la Unión Astronómica Internacional en 1985 y hace referencia a una de las características de albedo en Marte.